# Echeveria alata
Echeveria alata ist eine Pflanzenart aus der Gattung der Echeverien (Echeveria) in der Familie der Dickblattgewächse (Crassulaceae).

## Beschreibung
Echeveria alata bildet kleine Sträucher bis 8 Zentimeter Höhe oder höher. Die Triebe erreichen einen Durchmesser von etwa 7 Millimeter. Die verkehrt lanzettlichen und dornspitzigen Blätter sind diffus entlang der Triebe oder rosettig angeordnet. Sie werden 3 bis 6 Zentimeter lang und 1 bis 2,4 Zentimeter breit. Sie sind 6 bis 8 Millimeter dick, grün und am Rand rot gefärbt.
Der Blütenstand bildet 10 bis 20 Zentimeter lange Rispen aus. Der Blütenstiel wird bis 1,5 bis 1,8 Zentimeter lang. Die stark aufsteigenden Kelchblätter werden 1,1 bis 1,8 Zentimeter lang. Die urnenförmige Blütenkrone ist scharf fünfkantig oder fünfflügelig und wird 1,7 bis 2,2 Zentimeter lang. Sie ist unten scharlachrot und an der Spitze gelb gefärbt. Die Chromosomenzahl beträgt 17.

## Verbreitung und Systematik
Echeveria alata ist in Mexiko im Bundesstaat Oaxaca nahe Yólox verbreitet.
Die Erstbeschreibung erfolgte 1941 durch Edward Johnston Alexander.

## Nachweise